# Edith Durham
Mary Edith Durham (8. prosince 1863 Londýn – 15. listopadu 1944 tamtéž) byla britská cestovatelka. Významnou část svého života prožila v Albánii, kde pracovala, psala, věnovala se malbě a fotografování. Je autorkou několika prací, kterými na počátku 20. století spolu se svými fotografiemi zprostředkovala důležité antropologické poznatky z této neprobádané oblasti.

## Život
Edith Durham byla nejstarší z devíti dětí, tří chlapců a šesti dívek. Její otec Arthur Edward Durham byl londýnský chirurg. V letech 1878-1882 studovala na Bedford College, později na Royal Academy of Arts.
Po smrti otce se po několik let starala o svou nemocnou matku. Když jí bylo 37 let, lékař jí doporučil, aby se z vyčerpávající péče o matku zotavila tím, že odjede načas do zahraničí. Roku 1900 si tak koupila fotoaparát Kodak Brownie a vydala se do Dalmácie na plavbu podél Jadranu. Rozhodnutí vydat se na cestu na jih Evropy se stalo zlomovým bodem v jejím životě: po Balkáně cestovala s přestávkami dalších 20 let, přičemž nejvíce svého času a energie věnovala Albánii. Během svých cest se stala mezi lidmi oblíbená a začali jí říkat Královna horalů (The Queen of the Highland Peoples, v albánštině Mbretëresha e malësorëve).

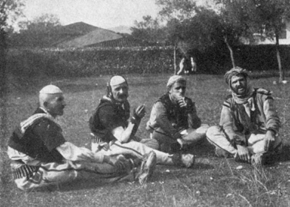
Muži kmene Shala, foto E. Durham před r. 1909

Z jejích cest se zachovalo asi 450 fotografií, které spravuje Královský antropologický ústav a Britské muzeum v Londýně a dále Pitt Rivers Museum v Oxfordu.

## Dílo
- Through the Lands of the Serb, Londýn 1904
- The Burden of the Balkans, Londýn 1905
- High Albania, Londýn 1909 (vydáno v českém překladu pod názvem V albánských výšinách)[2]
- The Struggle for Scutari (Turk, Slav and Albanian), Londýn 1914
- Some Tribal Origins, Laws and Customs of the Balkans, Londýn 1928, doplněno vlastními ilustracemi autorky
- Twenty Years of Balkan Tangle, Londýn 1920
- The Serajevo Crime, Londýn 1925
- The Blaze in the Balkans: Selected Writings, 1903-1941, Londýn 2014